# Лебедянь
Лебедя́нь — місто, районний центр Лебедянського району Липецької області, Росія.
Місто розташоване на обох берегах річки Дон, за 60 км на північний захід від Липецька. Залізнична станція на гілці Єлець — Лев Толстой.
Населення — 22 тисячі мешканців (1999).

## Відомі люди
В місті народилися:
- Дервіз Павло Григорович фон — підприємець, композитор і філантроп.
- Євген Замятін (1884–1937) — російський письменник.
- Ігумнов Костянтин Миколайович (1873–1948) — піаніст, народний артист СРСР.
- Ігумнов Сергій Миколайович (1864–1942) — санітарний лікар і поет.
- Кузьмін Олександр Якович (1904–1970) — радянський селекціонер ягідних культур і винограду.
- Макаревська Євгенія Олександрівна (1901–1966) — радянський вчений в галузі фізіології винограду.
- Потапов Петро Осипович (1882–1945) — доктор філологічних наук, професор.